# Sarraounia
Die Sarraounia (auf Hausa für „Königin“) ist eine traditionelle Herrscherin und ein religiöses Oberhaupt der Azna in Niger. Sie lebt im Dorf Lougou im Südwesten des Landes und hat heute keine politische Macht mehr. Sie nimmt kultische Aufgaben wahr und ist aus historischen Gründen eine Symbolfigur des nigrischen Nationalismus.

## Funktionen
Die in einer Hütte lebende Sarraounia besitzt nach wie vor die Rechte einer „Königin“. Ihr wird mit großem Respekt begegnet und niemand darf ihr Gesicht sehen. Die Sarraounia hat im Bori-Kult ein Gegenstück in der spirituellen Welt, dem ihr oberster Priester Bawra Opfer darbringt. Das Gleichgewicht zwischen männlichen und weiblichen Elementen spielt in den Überzeugungen der Azna eine wichtige Rolle. Zweimal wöchentlich spricht die Sarrouania beim heiligen Stein Toungouma Recht. Dem Stein werden übernatürliche Kräfte zugeschrieben. Das in der Hausa-Sprache abgehaltene Toungouma-Ritual stellt für viele eine unkomplizierte Möglichkeit dar, rechtliche Entscheidungen zu erhalten.
Nach dem Tod einer Sarraounia wird ihr Leichnam in einer Prozession durch das Dorf getragen. Das plötzliche Anhalten der Prozession, das eine übernatürliche Ursache haben soll, vor einem bestimmten Haus macht dessen Bewohnerin zur nächsten Sarraounia.

## Geschichte
Der Überlieferung nach war die erste Sarraounia eine Königin des von Frauen regierten Hausastaats Daura, die von Männern vertrieben wurde und sich schließlich in Lougou niederließ. Zur Legitimation des Übergangs von weiblicher zu männlicher Herrschaft in Daura diente die Bayajidda-Legende.
13 der nach der Tradition bisher 15 Sarraounias sind namentlich bekannt:
1. Yarkasa
2. Dafada
3. Gouzouri
4. Lalma
5. Dafaya
6. Annaou
7. Mangou
8. Taba
9. Konnaou
10. Intaya
11. Talokoyo
12. Aldjima Gado[4]
13. Kambari Kahiya (seit 9. Januar 2023)[7]

Im 19. Jahrhundert musste die Sarraounia zunächst Tuareg und islamische Fulbe abwehren. Im Jahr 1899 kam die französische Militärexpedition Mission Voulet-Chanoine in das Gebiet, mit dem Ziel diesen Teil Afrikas für Frankreich zu unterwerfen. Die sich unbesiegbar fühlende Sarraounia Mangou sandte der Mission einen beleidigenden Brief, die sich gezwungen sah auf die Provokation zu antworten. Am 16. April 1899 kam es in Lougou zur Schlacht zwischen den gut ausgerüsteten französischen Truppen und den Kriegern der Sarraounia. Zwar konnten letztere mehrere in französischen Diensten stehende Soldaten töten, verloren aber schließlich. Die Mission Voulet-Chanoine zerstörte Lougou und den Palast der Sarraounia Mangou, die fliehen konnte. Die Geschichte der Sarraounia Mangou diente als Vorlage für einen historischen Roman von Abdoulaye Mamani, der 1986 als Der Kampf der schwarzen Königin unter der Regie von Med Hondo verfilmt wurde.